# EOF
EOF ( абревіатура англ. End of file — кінець файлу) в комп'ютерній термінології є індикатором операційної системи і означає, що дані у джерелі закінчилися. Джерелами даних зазвичай є файли і потоки.
У стандартній бібліотеці мови C функції введення/виведення, зокрема доступу до файлів, можуть повертати значення, рівне символьній константі (точніше макровизначенню) EOF для індикації, що досягнуто кінець файлу. Реальне значення EOF є негативним числом або 0, залежних від системи (в основному -1), що гарантує розбіжність із кодом символу.
Макрос визначений у stdio.h.
В UNIX і Linux для «EOF» слід скористатися комбінацією клавіш Ctrl + D. У Windows — Ctrl + Z.